# Skok wzwyż

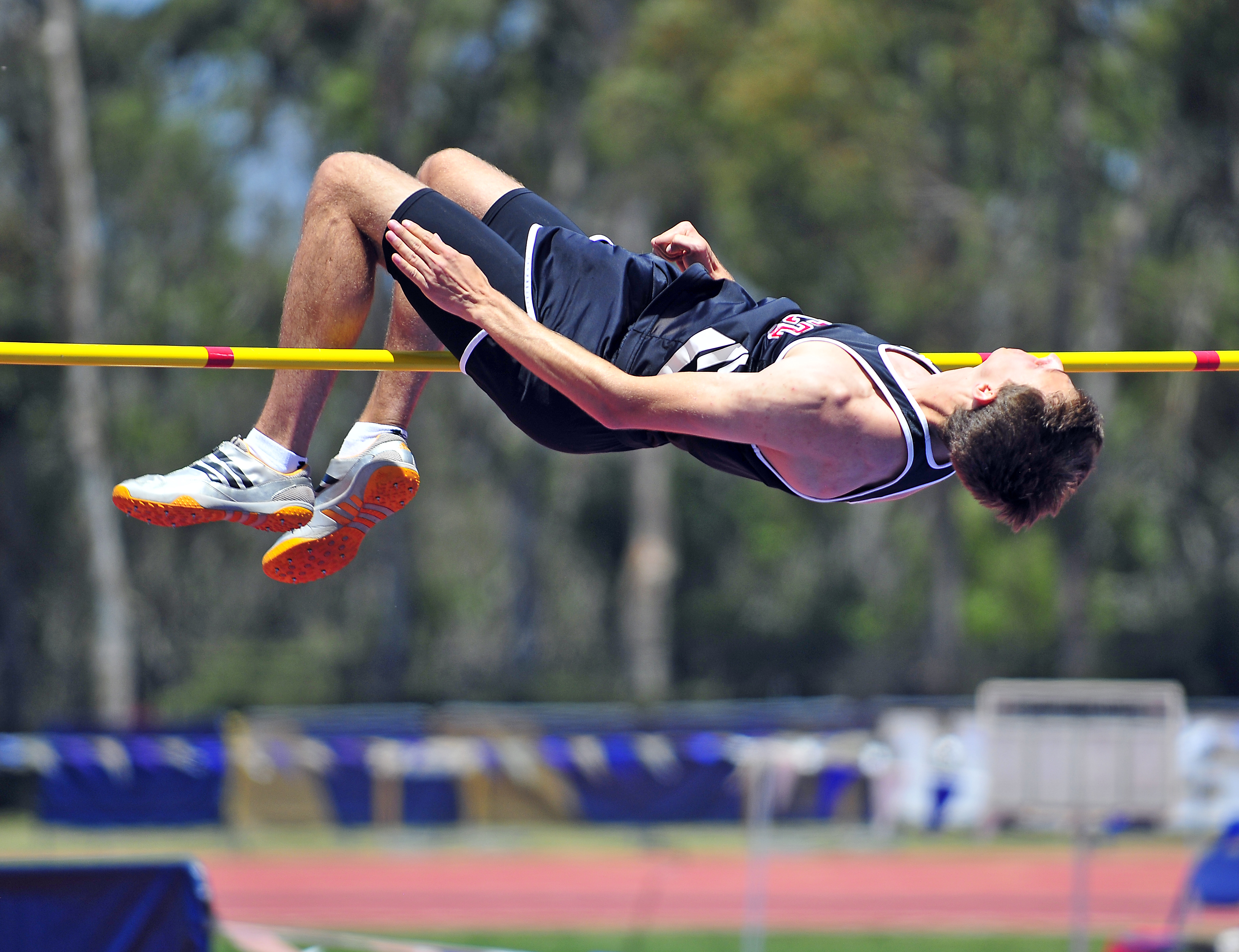
Skok wzwyż stylem flop

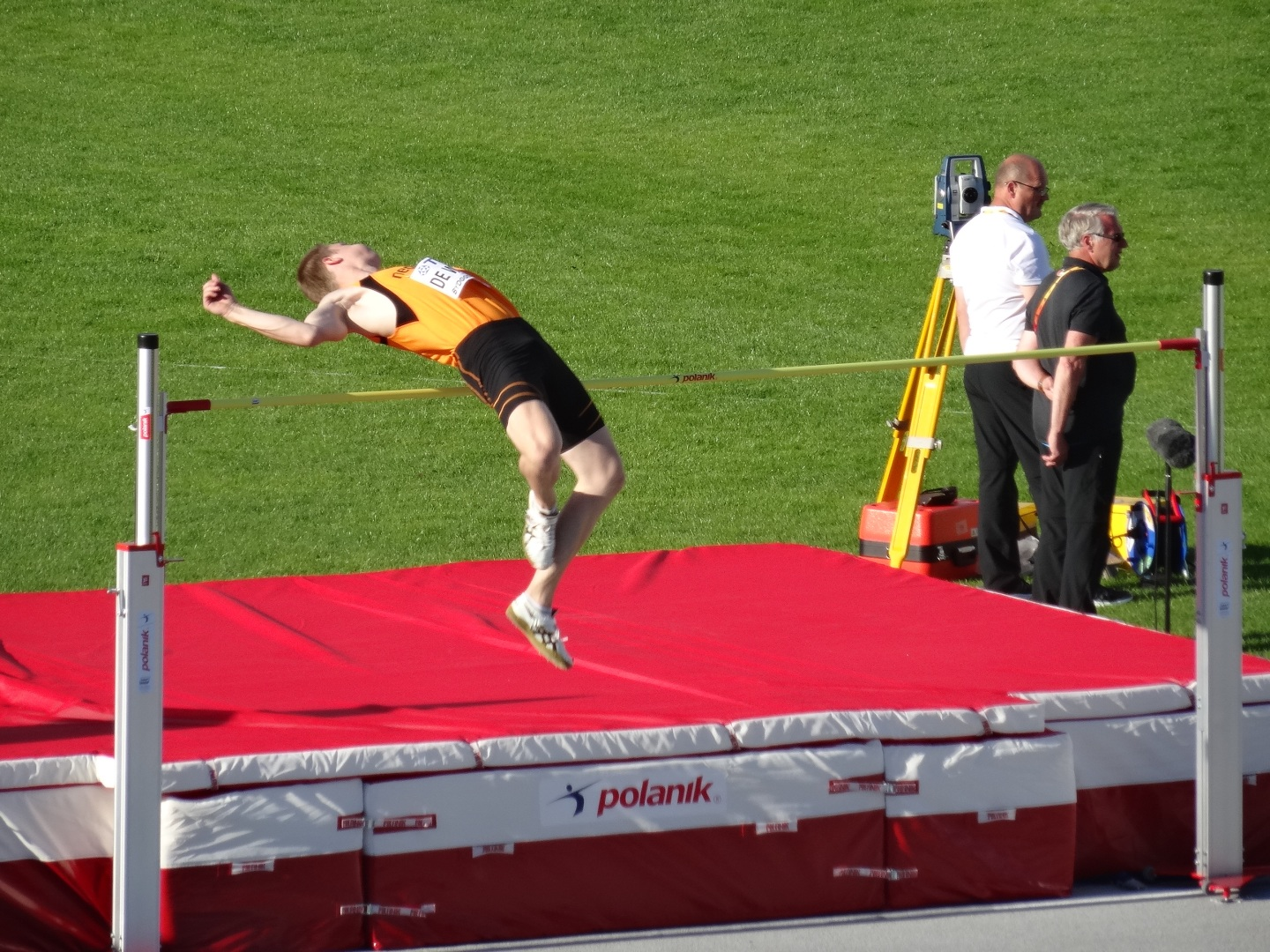
Skok wzwyż mężczyzn podczas Mistrzostw Świata Juniorów w Lekkoatletyce 2016 w Bydgoszczy

Skok wzwyż – konkurencja lekkoatletyczna, polegająca na odbiciu się (po wykonaniu rozbiegu) i przeniesieniu całego ciała ponad poprzeczką zawieszoną na pionowych stojakach. Zawodnicy mają trzy próby na pokonanie danej wysokości. Po strąceniu poprzeczki istnieje możliwość przeniesienia pozostałych prób na następną wysokość. Trzy kolejne nieudane próby eliminują z konkursu. Uprawiana od drugiej połowy XIX wieku.
Sposób skoku był kilkakrotnie modyfikowany, stosowano dotąd techniki: kuczną, naturalną (tzw. nożycową), obrotową (lub kalifornijską), przerzutową. Obecnie stosuje się rodzaj techniki zwany flop, który pierwszy raz zademonstrował podczas Igrzysk Olimpijskich w Meksyku zawodnik USA Dick Fosbury. W technice tej dzięki odpowiedniemu ułożeniu ciała skoczka jego środek ciężkości przechodzi pod poprzeczką, co umożliwia oddanie wyższego skoku.

## Historia
Najważniejsze daty w historii skoku wzwyż:
- 1864 – rozegranie pierwszych oficjalnych zawodów skoku wzwyż w Anglii,
- 1865 – sformowanie przepisów, w tym zapisu o możliwości wykonania jedynie trzech prób na każdej wysokości,
- 1874 – pokonanie pierwszy raz wysokości sześciu stóp (1,83 m) przez Marshalla Brooksa (Wielka Brytania),
- 1874 – użycie po raz pierwszy techniki „nożyce” (scissors) przez Williama Page’a (USA); wcześniej używano techniki pierwszeństwa stopy,
- 1895 – pierwsze zawody z udziałem kobiet,
- 1912 – wprowadzenie techniki kalifornijskiej przez George Horine’a (USA) i pokonanie przez niego pierwszy raz w historii skoków wysokości 2,00 m,
- 1925 – przyjęcie decyzji przez IAAF o takim zamocowaniu poprzeczki, by każde jej dotknięcie spowodowało jej zrzucenie,
- 1928 – wprowadzenie skoku wzwyż kobiet do konkurencji olimpijskich,
- 1932 – pierwszy rekord w skoku wzwyż kobiet uznany przez IAAF (1,65),
- 1941 – pokonanie granicy 2,10 m przez Amerykanina Lestera Steersa (2,11), w nowym stylu, w którym poprzeczka pokonywana jest najpierw głową zawodnika,
- 1958 – Rumunka Iolanda Balaș jako pierwsza kobieta pokonuje wysokość 1,80 m,
- 1960 – Amerykanin John Thomas pokonuje po raz pierwszy granicę 2,20 m (skacząc 2,22),
- 1961 – pokonanie granicy 1.90 m przez Iolandę Balaș,
- 1968 – zapoczątkowanie na olimpiadzie w Meksyku stylu flop przez Amerykanina Dicka Fosbury’ego (ang. Fosbury flop), w którym skoczek przechodzi głową naprzód nad poprzeczką i przesuwa się nad nią twarzą do góry tak, aby upaść na plecy,
- 1973 – pokonanie granicy 2,30 m przez Amerykanina Dwighta Stonesa,
- 1977 – Niemka Rosemarie Ackermann jako pierwsza kobieta pokonuje 2,00 m,
- 1987 – Bułgarka Stefka Kostadinowa ustanawia rekord świata 2,09 m,
- 1985 – Ukrainiec Rudolf Powarnicyn po raz pierwszy pokonuje 2,40 m,
- 1993 – Kubańczyk Javier Sotomayor skoczył 2,45 m, wynik ten pozostaje do tej pory rekordem świata,
- 2024 – Ukrainka Jarosława Mahuczich ustanawia rekord świata 2,10 m.

## Rekordziści (stadion)

### mężczyźni
|        | wynik  | zawodnik                         | państwo         | data                            | miejsce             |
| ------ | ------ | -------------------------------- | --------------- | ------------------------------- | ------------------- |
| świata | 2,45 m | Javier Sotomayor                 | Kuba            | 27 lipca 1993                   | Salamanka           |
| Europy | 2,42 m | Patrik Sjöberg Bohdan Bondarenko | Szwecja Ukraina | 30 czerwca 1987 14 czerwca 2014 | Sztokholm Nowy Jork |
| Polski | 2,38 m | Artur Partyka                    | Polska          | 18 sierpnia 1996                | Eberstadt           |

### kobiety
|                    | wynik  | zawodniczka         | państwo | data           | miejsce |
| ------------------ | ------ | ------------------- | ------- | -------------- | ------- |
| świata             | 2,10 m | Jarosława Mahuczich | Ukraina | 7 lipca 2024   | Paryż   |
| Europy             | 2,10 m | Jarosława Mahuczich | Ukraina | 7 lipca 2024   | Paryż   |
| Polski (absolutny) | 2,02 m | Kamila Lićwinko     | Polska  | 21 lutego 2015 | Toruń   |

## Najlepsi zawodnicy w historii

### mężczyźni
źródło: World Athletics

### kobiety
źródło: World Athletics

## Chronologia rekordu świata w skoku wzwyż

### mężczyźni
| Wynik (m) | Zawodnik                         | Data       | Miejsce     |
| --------- | -------------------------------- | ---------- | ----------- |
| 2,00      | George Horine                    | 18.05.1912 | Palo Alto   |
| 2,01      | Edward Beeson                    | 02.05.1914 | Berkeley    |
| 2,03      | Harold Osborn                    | 27.05.1924 | Urbana      |
| 2,04      | Walter Marty                     | 13.05.1933 | Fresno      |
| 2,06      | Walter Marty                     | 28.04.1934 | Palo Alto   |
| 2,07      | Cornelius Johnson Dave Albritton | 12.07.1936 | Nowy Jork   |
| 2,09      | Mel Walker                       | 12.08.1937 | Malmö       |
| 2,11      | Lester Steers                    | 17.06.1941 | Los Angeles |
| 2,12      | Walt Davis                       | 27.06.1953 | Dayton      |
| 2,15      | Charles Dumas                    | 29.06.1956 | Los Angeles |
| 2,16      | Jurij Stiepanow                  | 13.07.1957 | Leningrad   |
| 2,17      | John Thomas                      | 30.04.1960 | Filadelfia  |
| 2,17      | John Thomas                      | 21.05.1960 | Cambridge   |
| 2,18      | John Thomas                      | 24.06.1960 | Bakersfield |
| 2,22      | John Thomas                      | 01.07.1960 | Palo Alto   |
| 2,23      | Walerij Brumel                   | 18.06.1961 | Moskwa      |
| 2,24      | Walerij Brumel                   | 15.07.1961 | Moskwa      |
| 2,25      | Walerij Brumel                   | 31.08.1961 | Sofia       |
| 2,26      | Walerij Brumel                   | 22.07.1962 | Palo Alto   |
| 2,27      | Walerij Brumel                   | 29.09.1962 | Moskwa      |
| 2,28      | Walerij Brumel                   | 21.07.1963 | Moskwa      |
| 2,29      | Pat Matzdorf                     | 03.07.1971 | Berkeley    |
| 2,30      | Dwight Stones                    | 11.07.1973 | Monachium   |
| 2,31      | Dwight Stones                    | 05.06.1976 | Filadelfia  |
| 2,32      | Dwight Stones                    | 04.08.1976 | Filadelfia  |
| 2,33      | Władimir Jaszczenko              | 03.07.1977 | Richmond    |
| 2,34      | Władimir Jaszczenko              | 16.06.1978 | Tbilisi     |
| 2,35      | Jacek Wszoła                     | 25.05.1980 | Eberstadt   |
| 2,35      | Dietmar Mögenburg                | 26.05.1980 | Rehlingen   |
| 2,36      | Gerd Wessig                      | 01.08.1980 | Moskwa      |
| 2,37      | Zhu Jianhua                      | 11.06.1983 | Pekin       |
| 2,38      | Zhu Jianhua                      | 22.09.1983 | Szanghaj    |
| 2,39      | Zhu Jianhua                      | 10.06.1984 | Eberstadt   |
| 2,40      | Rudolf Powarnicyn                | 11.08.1985 | Donieck     |
| 2,41      | Igor Paklin                      | 04.09.1985 | Kobe        |
| 2,42      | Patrik Sjöberg                   | 30.06.1987 | Sztokholm   |
| 2,43      | Javier Sotomayor                 | 08.09.1988 | Salamanka   |
| 2,44      | Javier Sotomayor                 | 29.07.1989 | San Juan    |
| 2,45      | Javier Sotomayor                 | 27.07.1993 | Salamanka   |

### kobiety
| Wynik (m) | Zawodniczka                   | Data       | Miejsce       |
| --------- | ----------------------------- | ---------- | ------------- |
| 1,46      | Nancy Voorhees                | 20.05.1922 | Simsbury      |
| 1,48      | Elizabeth Stine               | 26.05.1923 | Leonia        |
| 1,48      | Sophie Eliott-Lynn            | 06.08.1923 | Brentwood     |
| 1,52      | Phyllis Green                 | 11.07.1925 | Londyn        |
| 1,55      | Phyllis Green                 | 02.08.1926 | Londyn        |
| 1,58      | Ethel Catherwood              | 06.09.1926 | Regina        |
| 1,58      | Lien Gisolf                   | 03.07.1928 | Bruksela      |
| 1,59      | Ethel Catherwood              | 05.08.1928 | Amsterdam     |
| 1,60      | Lien Gisolf                   | 18.08.1929 | Maastricht    |
| 1,62      | Lien Gisolf                   | 12.06.1932 | Amsterdam     |
| 1,65      | Jean Shiley Babe Didrikson    | 07.08.1932 | Los Angeles   |
| 1,66      | Dorothy Odam                  | 29.05.1939 | Brentwood     |
| 1,66      | Esther van Heerden            | 29.03.1941 | Stellenbosch  |
| 1,66      | Ilsebill Pfenning             | 27.07.1941 | Lugano        |
| 1,71      | Fanny Blankers-Koen           | 30.05.1943 | Amsterdam     |
| 1,72      | Sheila Lerwill                | 07.07.1951 | Londyn        |
| 1,73      | Aleksandra Czudina            | 22.05.1954 | Kijów         |
| 1,74      | Thelma Hopkins                | 05.05.1956 | Belfast       |
| 1,75      | Iolanda Balaș                 | 14.07.1956 | Bukareszt     |
| 1,76      | Mildred McDaniel              | 01.12.1956 | Melbourne     |
| 1,76      | Iolanda Balaș                 | 13.10.1957 | Bukareszt     |
| 1,77      | Zheng Fengrong                | 17.11.1957 | Pekin         |
| 1,78      | Iolanda Balaș                 | 07.06.1958 | Bukareszt     |
| 1,80      | Iolanda Balaș                 | 22.06.1958 | Kluż-Napoka   |
| 1,81      | Iolanda Balaș                 | 31.07.1958 | Poiana Stalin |
| 1,82      | Iolanda Balaș                 | 04.10.1958 | Bukareszt     |
| 1,83      | Iolanda Balaș                 | 18.10.1958 | Bukareszt     |
| 1,84      | Iolanda Balaș                 | 21.09.1959 | Bukareszt     |
| 1,85      | Iolanda Balaș                 | 06.06.1960 | Bukareszt     |
| 1,86      | Iolanda Balaș                 | 10.07.1960 | Bukareszt     |
| 1,87      | Iolanda Balaș                 | 15.04.1961 | Bukareszt     |
| 1,88      | Iolanda Balaș                 | 18.06.1961 | Warszawa      |
| 1,90      | Iolanda Balaș                 | 08.07.1961 | Budapeszt     |
| 1,91      | Iolanda Balaș                 | 16.07.1961 | Sofia         |
| 1,92      | Ilona Gusenbauer              | 04.09.1971 | Wiedeń        |
| 1,92      | Ulrike Meyfarth               | 04.09.1972 | Monachium     |
| 1,94      | Jordanka Błagoewa             | 24.09.1972 | Zagrzeb       |
| 1,94      | Rosemarie Witschas            | 24.08.1974 | Berlin        |
| 1,95      | Rosemarie Witschas            | 08.09.1974 | Rzym          |
| 1,96      | Rosemarie Ackermann           | 08.05.1976 | Drezno        |
| 1,96      | Rosemarie Ackermann           | 03.07.1977 | Drezno        |
| 1,97      | Rosemarie Ackermann           | 14.08.1977 | Helsinki      |
| 1,97      | Rosemarie Ackermann           | 26.08.1977 | Berlin        |
| 2,00      | Rosemarie Ackermann           | 26.08.1977 | Berlin        |
| 2,01      | Sara Simeoni                  | 04.08.1978 | Brescia       |
| 2,01      | Sara Simeoni                  | 31.08.1978 | Praga         |
| 2,02      | Ulrike Meyfarth               | 08.09.1982 | Ateny         |
| 2,03      | Ulrike Meyfarth Tamara Bykowa | 21.08.1983 | Londyn        |
| 2,04      | Tamara Bykowa                 | 25.08.1983 | Piza          |
| 2,05      | Tamara Bykowa                 | 22.06.1984 | Kijów         |
| 2,07      | Ludmiła Andonowa              | 20.07.1984 | Berlin        |
| 2,07      | Stefka Kostadinowa            | 25.05.1986 | Sofia         |
| 2,08      | Stefka Kostadinowa            | 31.05.1986 | Sofia         |
| 2,09      | Stefka Kostadinowa            | 30.08.1987 | Rzym          |
| 2,10      | Jarosława Mahuczich           | 07.07.2024 | Paryż         |

## Najlepsi zawodnicy w historii w hali

### mężczyźni
źródło: World Athletics

### kobiety
źródło: World Athletics

## Medaliści olimpijscy w skoku wzwyż

### mężczyźni
| Rok                       | Miejsce        | Złoto                                | Srebro                                         | Brąz                                    |
| ------------------------- | -------------- | ------------------------------------ | ---------------------------------------------- | --------------------------------------- |
| Igrzyska Olimpijskie 1896 | Ateny          | Ellery Clark                         | James Connolly Robert Garrett                  | –                                       |
| Igrzyska Olimpijskie 1900 | Paryż          | Irving Baxter                        | Patrick Leahy                                  | Lajos Gönczy                            |
| Igrzyska Olimpijskie 1904 | Saint Louis    | Samuel Jones                         | Garrett Serviss                                | Paul Weinstein                          |
| Igrzyska Olimpijskie 1908 | Londyn         | Harry Porter                         | Géo André Cornelius Leahy István Somodi        | –                                       |
| Igrzyska Olimpijskie 1912 | Sztokholm      | Alma Richards                        | Hans Liesche                                   | George Horine                           |
| Igrzyska Olimpijskie 1920 | Antwerpia      | Richmond Landon                      | Harold Muller                                  | Bo Ekelund                              |
| Igrzyska Olimpijskie 1924 | Paryż          | Harold Osborn                        | Leroy Brown                                    | Pierre Lewden                           |
| Igrzyska Olimpijskie 1928 | Amsterdam      | Robert King                          | Benjamin Hedges                                | Claude Ménard                           |
| Igrzyska Olimpijskie 1932 | Los Angeles    | Duncan McNaughton                    | Robert Van Osdel                               | Simeon Toribio                          |
| Igrzyska Olimpijskie 1936 | Berlin         | Cornelius Johnson                    | David Albritton                                | Delos Thurber                           |
| Igrzyska Olimpijskie 1948 | Londyn         | John Winter                          | Bjørn Paulson                                  | George Stanich                          |
| Igrzyska Olimpijskie 1952 | Helsinki       | Walt Davis                           | Kenneth Wiesner                                | José da Conceição                       |
| Igrzyska Olimpijskie 1956 | Melbourne      | Charles Dumas                        | Charles Porter                                 | Igor Kaszkarow                          |
| Igrzyska Olimpijskie 1960 | Rzym           | Robert Szawłakadze                   | Walerij Brumel                                 | John Thomas                             |
| Igrzyska Olimpijskie 1964 | Tokio          | Walerij Brumel                       | John Thomas                                    | John Rambo                              |
| Igrzyska Olimpijskie 1968 | Meksyk         | Dick Fosbury                         | Ed Caruthers                                   | Walentin Gawriłow                       |
| Igrzyska Olimpijskie 1972 | Monachium      | Jüri Tarmak                          | Stefan Junge                                   | Dwight Stones                           |
| Igrzyska Olimpijskie 1976 | Montreal       | Jacek Wszoła                         | Greg Joy                                       | Dwight Stones                           |
| Igrzyska Olimpijskie 1980 | Moskwa         | Gerd Wessig                          | Jacek Wszoła                                   | Jörg Freimuth                           |
| Igrzyska Olimpijskie 1984 | Los Angeles    | Dietmar Mögenburg                    | Patrik Sjöberg                                 | Zhu Jianhua                             |
| Igrzyska Olimpijskie 1988 | Seul           | Hennadij Awdiejenko                  | Hollis Conway                                  | Rudolf Powarnicyn Patrik Sjöberg        |
| Igrzyska Olimpijskie 1992 | Barcelona      | Javier Sotomayor                     | Patrik Sjöberg                                 | Hollis Conway Tim Forsyth Artur Partyka |
| Igrzyska Olimpijskie 1996 | Atlanta        | Charles Austin                       | Artur Partyka                                  | Steve Smith                             |
| Igrzyska Olimpijskie 2000 | Sydney         | Siergiej Klugin                      | Javier Sotomayor                               | Abderahmane Hammad                      |
| Igrzyska Olimpijskie 2004 | Ateny          | Stefan Holm                          | Matt Hemingway                                 | Jaroslav Bába                           |
| Igrzyska Olimpijskie 2008 | Pekin          | Andriej Silnow                       | Germaine Mason                                 | Jarosław Rybakow                        |
| Igrzyska Olimpijskie 2012 | Londyn         | Erik Kynard                          | Mutazz Isa Barszim Derek Drouin Robert Grabarz | –                                       |
| Igrzyska Olimpijskie 2016 | Rio de Janeiro | Derek Drouin                         | Mutazz Isa Barszim                             | Bohdan Bondarenko                       |
| Igrzyska Olimpijskie 2020 | Tokio          | Gianmarco Tamberi Mutazz Isa Barszim | –                                              | Maksim Niedasiekau                      |

### kobiety
| Rok                       | Miejsce        | Złoto               | Srebro                                 | Brąz                            |
| ------------------------- | -------------- | ------------------- | -------------------------------------- | ------------------------------- |
| Igrzyska Olimpijskie 1928 | Amsterdam      | Ethel Catherwood    | Lien Gisolf                            | Mildred Wiley                   |
| Igrzyska Olimpijskie 1932 | Los Angeles    | Jean Shiley         | Mildred Didrikson                      | Eva Dawes                       |
| Igrzyska Olimpijskie 1936 | Berlin         | Ibolya Csák         | Dorothy Odam-Tyler                     | Elfriede Kaun                   |
| Igrzyska Olimpijskie 1948 | Londyn         | Alice Coachman      | Dorothy Odam-Tyler                     | Micheline Ostermeyer            |
| Igrzyska Olimpijskie 1952 | Helsinki       | Esther Brand        | Sheila Lerwill                         | Aleksandra Czudina              |
| Igrzyska Olimpijskie 1956 | Melbourne      | Mildred McDaniel    | Thelma Hopkins Marija Pisariewa        | –                               |
| Igrzyska Olimpijskie 1960 | Rzym           | Iolanda Balaș       | Jarosława Jóźwiakowska Dorothy Shirley | –                               |
| Igrzyska Olimpijskie 1964 | Tokio          | Iolanda Balaș       | Michele Brown                          | Taisija Czenczik                |
| Igrzyska Olimpijskie 1968 | Meksyk         | Miloslava Rezková   | Antonina Okorokowa                     | Walentina Kozyr                 |
| Igrzyska Olimpijskie 1972 | Monachium      | Ulrike Meyfarth     | Jordanka Błagoewa                      | Ilona Gusenbauer                |
| Igrzyska Olimpijskie 1976 | Montreal       | Rosemarie Ackermann | Sara Simeoni                           | Jordanka Błagoewa               |
| Igrzyska Olimpijskie 1980 | Moskwa         | Sara Simeoni        | Urszula Kielan                         | Jutta Kirst                     |
| Igrzyska Olimpijskie 1984 | Los Angeles    | Ulrike Meyfarth     | Sara Simeoni                           | Joni Huntley                    |
| Igrzyska Olimpijskie 1988 | Seul           | Louise Ritter       | Stefka Kostadinowa                     | Tamara Bykowa                   |
| Igrzyska Olimpijskie 1992 | Barcelona      | Heike Henkel        | Alina Astafei                          | Ioamnet Quintero                |
| Igrzyska Olimpijskie 1996 | Atlanta        | Stefka Kostadinowa  | Niki Bakogianni                        | Inha Babakowa                   |
| Igrzyska Olimpijskie 2000 | Sydney         | Jelena Jelesina     | Hestrie Cloete                         | Kajsa Bergqvist Oana Pantelimon |
| Igrzyska Olimpijskie 2004 | Ateny          | Jelena Slesarienko  | Hestrie Cloete                         | Wiktorija Stiopina              |
| Igrzyska Olimpijskie 2008 | Pekin          | Tia Hellebaut       | Blanka Vlašić                          | Anna Cziczerowa                 |
| Igrzyska Olimpijskie 2012 | Londyn         | Anna Cziczerowa     | Brigetta Barrett                       | Ruth Beitia                     |
| Igrzyska Olimpijskie 2016 | Rio de Janeiro | Ruth Beitia         | Mireła Demirewa                        | Blanka Vlašić                   |
| Igrzyska Olimpijskie 2020 | Tokio          | Marija Łasickienie  | Nicola McDermott                       | Jarosława Mahuczich             |

### Polscy medaliści olimpijscy w skoku wzwyż
mężczyźni:
- złoto: Jacek Wszoła – Igrzyska Olimpijskie 1976 w Montrealu – 2,25 m
- srebro: Jacek Wszoła – Igrzyska Olimpijskie 1980 w Moskwie – 2,31 m
- srebro: Artur Partyka – Igrzyska Olimpijskie 1996 w Atlancie – 2,37 m
- brąz: Artur Partyka – Igrzyska Olimpijskie 1992 w Barcelonie – 2,34 m

kobiety:
- srebro: Jarosława Jóźwiakowska – Igrzyska Olimpijskie 1960 w Rzymie – 1,71 m
- srebro: Urszula Kielan – Igrzyska Olimpijskie 1980 w Moskwie – 1,94 m

## Medaliści Mistrzostw świata w lekkoatletyce w skoku wzwyż

### mężczyźni
| Rok                     | Miejsce   | Złoto               | Srebro                         | Brąz                          |
| ----------------------- | --------- | ------------------- | ------------------------------ | ----------------------------- |
| Mistrzostwa Świata 1983 | Helsinki  | Hennadij Awdiejenko | Tyke Peacock                   | Zhu Jianhua                   |
| Mistrzostwa Świata 1987 | Rzym      | Patrik Sjöberg      | Igor Paklin                    | Hennadij Awdiejenko           |
| Mistrzostwa Świata 1991 | Tokio     | Charles Austin      | Javier Sotomayor               | Hollis Conway                 |
| Mistrzostwa Świata 1993 | Stuttgart | Javier Sotomayor    | Artur Partyka                  | Steve Smith                   |
| Mistrzostwa Świata 1995 | Göteborg  | Troy Kemp           | Javier Sotomayor               | Artur Partyka                 |
| Mistrzostwa Świata 1997 | Ateny     | Javier Sotomayor    | Artur Partyka                  | Tim Forsyth                   |
| Mistrzostwa Świata 1999 | Sewilla   | Wiaczesław Woronin  | Mark Boswell                   | Martin Buß                    |
| Mistrzostwa Świata 2001 | Edmonton  | Martin Buß          | Jarosław Rybakow               | Wiaczesław Woronin            |
| Mistrzostwa Świata 2003 | Paryż     | Jacques Freitag     | Stefan Holm                    | Mark Boswell                  |
| Mistrzostwa Świata 2005 | Helsinki  | Jurij Krymarenko    | Víctor Moya                    | Jarosław Rybakow              |
| Mistrzostwa Świata 2007 | Osaka     | Donald Thomas       | Jarosław Rybakow               | Kiriakos Joanu                |
| Mistrzostwa Świata 2009 | Berlin    | Jarosław Rybakow    | Kiriakos Joanu                 | Sylwester Bednarek Raúl Spank |
| Mistrzostwa Świata 2011 | Daegu     | Jesse Williams      | Aleksiej Dmitrik               | Trevor Barry                  |
| Mistrzostwa Świata 2013 | Moskwa    | Bohdan Bondarenko   | Mutazz Isa Barszim             | Derek Drouin                  |
| Mistrzostwa Świata 2015 | Pekin     | Derek Drouin        | Zhang Guowei Bohdan Bondarenko | –                             |
| Mistrzostwa Świata 2017 | Londyn    | Mutazz Isa Barszim  | Danił Łysienko                 | Majed El Dein Ghazal          |
| Mistrzostwa Świata 2019 | Doha      | Mutazz Isa Barszim  | Michaił Akimienko              | Ilja Iwaniuk                  |
| Mistrzostwa Świata 2022 | Eugene    | Mutazz Isa Barszim  | Woo Sang-hyeok                 | Andrij Procenko               |
| Mistrzostwa Świata 2023 | Budapeszt | Gianmarco Tamberi   | JuVaughn Harrison              | Mutazz Isa Barszim            |

### kobiety
| Rok                     | Miejsce   | Złoto               | Srebro                                | Brąz                  |
| ----------------------- | --------- | ------------------- | ------------------------------------- | --------------------- |
| Mistrzostwa Świata 1983 | Helsinki  | Tamara Bykowa       | Louise Ritter                         | Ulrike Meyfarth       |
| Mistrzostwa Świata 1987 | Rzym      | Stefka Kostadinowa  | Tamara Bykowa                         | Susanne Beyer         |
| Mistrzostwa Świata 1991 | Tokio     | Heike Henkel        | Jelena Jelesina                       | Inha Babakowa         |
| Mistrzostwa Świata 1993 | Stuttgart | Ioamnet Quintero    | Silvia Costa                          | Sigrid Kirchmann      |
| Mistrzostwa Świata 1995 | Göteborg  | Stefka Kostadinowa  | Alina Astafei                         | Inha Babakowa         |
| Mistrzostwa Świata 1997 | Ateny     | Hanne Haugland      | Olga Kaliturina Inha Babakowa         | –                     |
| Mistrzostwa Świata 1999 | Sewilla   | Inha Babakowa       | Jelena Jelesina                       | Swietłana Łapina      |
| Mistrzostwa Świata 2001 | Edmonton  | Hestrie Cloete      | Inha Babakowa                         | Kajsa Bergqvist       |
| Mistrzostwa Świata 2003 | Paryż     | Hestrie Cloete      | Marina Kupcowa                        | Kajsa Bergqvist       |
| Mistrzostwa Świata 2005 | Helsinki  | Kajsa Bergqvist     | Chaunté Howard                        | Emma Green            |
| Mistrzostwa Świata 2007 | Osaka     | Blanka Vlašić       | Antonietta Di Martino Anna Cziczerowa | –                     |
| Mistrzostwa Świata 2009 | Berlin    | Blanka Vlašić       | Anna Cziczerowa                       | Ariane Friedrich      |
| Mistrzostwa Świata 2011 | Daegu     | Anna Cziczerowa     | Blanka Vlašić                         | Antonietta Di Martino |
| Mistrzostwa Świata 2013 | Moskwa    | Brigetta Barrett    | Anna Cziczerowa Ruth Beitia           | –                     |
| Mistrzostwa Świata 2015 | Pekin     | Marija Kuczina      | Blanka Vlašić                         | Anna Cziczerowa       |
| Mistrzostwa Świata 2017 | Londyn    | Marija Łasickienie  | Julija Łewczenko                      | Kamila Lićwinko       |
| Mistrzostwa Świata 2019 | Doha      | Marija Łasickienie  | Jarosława Mahuczich                   | Vashti Cunningham     |
| Mistrzostwa Świata 2022 | Eugene    | Eleanor Patterson   | Jarosława Mahuczich                   | Elena Vallortigara    |
| Mistrzostwa Świata 2023 | Budapeszt | Jarosława Mahuczich | Eleanor Patterson                     | Nicola Olyslagers     |

## Polscy medaliści wielkich imprez
| złote medale |
| ------------ |

- Jacek Wszoła – Mistrzostwa Europy Juniorów, Ateny 1975
- Jacek Wszoła – Igrzyska Olimpijskie, Montreal 1976
- Jacek Wszoła – Halowe Mistrzostwa Europy, San Sebastián 1977
- Jacek Wszoła – Uniwersjada, Sofia 1977
- Krzysztof Krawczyk – Mistrzostwa Europy Juniorów, Utrecht 1981
- Artur Partyka – Gimnazjada, Nicea 1986
- Artur Partyka – Mistrzostwa Europy Juniorów, Birmingham 1987
- Artur Partyka – Mistrzostwa Świata Juniorów, Sudbury 1988
- Artur Partyka – Halowe Mistrzostwa Europy, Glasgow 1990
- Artur Partyka – Halowe Mistrzostwa Europy, Walencja 1998
- Artur Partyka – Mistrzostwa Europy, Budapeszt 1998
- Emilian Kaszczyk – Uniwersjada, Daegu 2003
- Aleksander Waleriańczyk – Młodzieżowe Mistrzostwa Europy, Bydgoszcz 2003
- Aleksander Waleriańczyk – Uniwersjada, Izmir 2005
- Sylwester Bednarek – Młodzieżowe Mistrzostwa Europy, Kowno 2009
- Kamila Stepaniuk – Uniwersjada, Kazań 2013
- Kamila Stepaniuk-Lićwinko – Halowe mistrzostwa świata, Sopot 2014

| srebrne medale |
| -------------- |

- Julian Gruner – Letnie Mistrzostwa Świata Studentów, Warszawa 1924
- Aniela Mitan – Światowe Igrzyska Studentów UIE, Praga 1947
- Zbigniew Lewandowski – Światowe Igrzyska Studentów UIE, Budapeszt 1954
- Jarosława Jóźwiakowska – Igrzyska Olimpijskie, Rzym 1960
- Edward Czernik – Uniwersjada, Budapeszt 1965
- Urszula Kielan – Halowe Mistrzostwa Europy, Wiedeń 1979
- Jacek Wszoła – Halowe Mistrzostwa Europy, Sindelfingen 1980
- Jacek Wszoła – Igrzyska Olimpijskie, Moskwa 1980
- Urszula Kielan – Igrzyska Olimpijskie, Moskwa 1980
- Elżbieta Krawczuk – Halowe Mistrzostwa Europy, Grenoble 1981
- Janusz Trzepizur – Halowe Mistrzostwa Europy, Mediolan 1982
- Janusz Trzepizur – Mistrzostwa Europy, Ateny 1982
- Artur Partyka – Halowe Mistrzostwa Świata, Sewilla 1991
- Artur Partyka – Mistrzostwa Świata, Stuttgart 1993
- Artur Partyka – Mistrzostwa Europy, Budapeszt 1998
- Artur Partyka – Igrzyska Olimpijskie, Atlanta 1996
- Artur Partyka – Mistrzostwa Świata, Ateny 1997
- Donata Jancewicz – Mistrzostwa Europy, Budapeszt 1998
- Michał Bieniek – Olimpijskie Dni Młodzieży Europy, Murcia 2001
- Anna Ksok – Mistrzostwa Świata Juniorów, Kingston 2002
- Anna Ksok – Uniwersjada, Daegu 2003
- Wojciech Theiner – Mistrzostwa Europy Juniorów, Kowno 2005
- Sylwester Bednarek – Mistrzostwa Świata Juniorów, Bydgoszcz 2008
- Justyna Kasprzycka – Igrzyska frankofońskie, Nicea 2013
- Dawid Wawrzyniak - Mistrzostwa Europy Juniorów, Eskilstuna 2015
- Mateusz Kołodziejski - Mistrzostwa Europy Juniorów, Tallinn 2021
- Jakub Walecki - Mistrzostwa Europy Juniorów Młodszych, Jerozolima 2022

| brązowe medale |
| -------------- |

- Erazm Pawski – Letnie Mistrzostwa Świata Studentów 1924, Warszawa 1924
- Wacław Kuźmicki – Światowe Igrzyska Studentów UIE, Praga 1947
- Jarosława Jóźwiakowska – Akademickie Mistrzostwa Świata, Paryż 1957
- Kazimierz Fabrykowski – Uniwersjada, Turyn 1959
- Jarosława Jóźwiakowska – Uniwersjada, Turyn 1959
- Jarosława Jóźwiakowska-Bieda – Mistrzostwa Europy, Budapeszt 1966
- Danuta Bułkowska – Mistrzostwa Europy Juniorów, Donieck 1977
- Urszula Kielan – Halowe Mistrzostwa Europy, Mediolan 1978
- Urszula Kielan – Halowe Mistrzostwa Europy, Sindelfingen 1980
- Urszula Kielan – Halowe Mistrzostwa Europy, Grenoble 1981
- Mirosław Włodarczyk – Halowe Mistrzostwa Europy, Budapeszt 1983
- Danuta Bułkowska – Halowe Mistrzostwa Europy, Göteborg 1984
- Dariusz Zielke – Zawody Przyjaźni, Moskwa 1984
- Dariusz Biczysko – Halowe Mistrzostwa Europy, Pireus 1985
- Danuta Bułkowska – Halowe Mistrzostwa Europy, Pireus 1985
- Danuta Bułkowska – Światowe Igrzyska Halowe, Paryż 1985
- Danuta Bułkowska – Uniwersjada, Kobe 1985
- Elżbieta Krawczuk-Trylińska – Halowe Mistrzostwa Europy, Liévin 1987
- Jarosław Kotewicz – Mistrzostwa Europy Juniorów, Birmingham 1987
- Jarosław Kotewicz – Mistrzostwa Świata Juniorów, Sudbury 1988
- Artur Partyka – Igrzyska Olimpijskie, Barcelona 1992
- Artur Partyka – Mistrzostwa Świata, Göteborg 1995
- Marcin Kaczocha – Młodzieżowe Mistrzostwa Europy, Turku 1997
- Tomasz Śmiałek – Mistrzostwa Świata Juniorów, Santiago de Chile 2000
- Anna Ksok – Mistrzostwa Europy Juniorów, Grosseto 2001
- Anna Ksok – Młodzieżowe Mistrzostwa Europy, Bydgoszcz 2003
- Wojciech Borysiewicz – Młodzieżowe Mistrzostwa Europy, Bydgoszcz 2003
- Urszula Domel – Młodzieżowe Mistrzostwa Europy, Kowno 2009
- Sylwester Bednarek – Mistrzostwa Świata, Berlin 2009
- Kamila Stepaniuk-Lićwinko – Mistrzostwa świata, Londyn 2017
- Norbert Kobielski - Młodzieżowe Mistrzostwa Europy, Gävle 2019
- Mateusz Kołodziejski - Mistrzostwa Świata Juniorów 2021, Nairobi 2021
- Wiktoria Miąso - Młodzieżowe Mistrzostwa Europy, Espoo 2023

## Polscy finaliści olimpijscy (1-8)

### mężczyźni
- 1. Jacek Wszoła 2,25 1976
- 2. Jacek Wszoła 2,31 1980
- 2. Artur Partyka 2,37 1996
- 3. Artur Partyka 2,34 1992
- 7. Jerzy Pławczyk 1,90 1932

### kobiety
- 2. Jarosława Jóźwiakowska 1,71 1960
- 2. Urszula Kielan 1,94 1980

## Polscy finaliści mistrzostw świata (1-8)

### mężczyźni
- 2. Artur Partyka 2,37 1993
- 2. Artur Partyka 2,35 1997
- 3. Artur Partyka 2,35 1995
- 3. Sylwester Bednarek 2,32 2009
- 6. Grzegorz Sposób 2,29 2003
- 8. Jarosław Kotewicz 2,25 1995

### kobiety
- 3. Kamila Stepaniuk 1,99 2017
- 4. Beata Hołub 1,96 1991
- 4. Kamila Stepaniuk 1,99 2015
- 6. Justyna Kasprzycka 1,97 2013
- 7. Kamila Stepaniuk 1,93 2013

## Polacy w dziesiątkach światowych tabel rocznych
| Mężczyźni | Kobiety |
| --- | --- |
| - 1964 – 3. Edward Czernik, 2,20 - 1965 – 7-8. Edward Czernik, 2,17 - 1976 – 2. Jacek Wszoła, 2,29 - 1977 – 3-5. Jacek Wszoła, 2,30 - 1979 – 7-8. Jacek Wszoła, 2,29 - 1980 – 2-3. Jacek Wszoła, 2,35 - 1982 – 3-7. Janusz Trzepizur, 2,32 (hala) - 1991 – 5. Artur Partyka, 2,37 (hala) - 1992 – 10-12. Artur Partyka, 2,34 - 1993 – 5-7. Artur Partyka, 2,37 - 1994 – 9-10. Artur Partyka, 2,33 - 1995 – 4. Artur Partyka, 2,37 (hala) - 1996 – 2-3. Artur Partyka, 2,38 - 1997 – 4-6. Artur Partyka, 2,35 - 1998 – 3-4. Artur Partyka, 2,34 - 2000 – 3. Artur Partyka, 2,37 (hala) - 2003 – 1-2. Aleksander Waleriańczyk, 2,36 - 2004 – 3-7. Grzegorz Sposób, 2,34 - 2005 – 6. Michał Bieniek, 2,36 - 2006 – 9-12. Michał Bieniek, 2,32 - 2008 – 4. Michał Bieniek, 2,35 - 2009 – 9-10. Sylwester Bednarek, 2,32 | - 1960 – 10-13. Jarosława Jóźwiakowska, 1,71 - 1963 – 8-9. Jarosława Bieda, 1,73 - 1964 – 9-11. Jarosława Bieda, 1,75 - 1965 – 10-14. Jarosława Bieda, 1,73 - 1966 – 10-16. Jarosława Bieda, 1,73 - 1979 – 8-12. Urszula Kielan, 1,93 (hala) - 1979 – 8-12. Elżbieta Krawczuk, 1,93 - 1980 – 6-9. Urszula Kielan, 1,95 - 1980 – 10-14. Elżbieta Krawczuk, 1,94 - 1981 – 10-13. Urszula Kielan, 1,94 (hala) - 1981 – 10-13. Elżbieta Krawczuk, 1,94 (hala) - 1984 – 10-12. Danuta Bułkowska, 1,97 - 1991 – 8-13. Beata Hołub, 1,96 |

## Polacy w rankinguTrack & Field News
| Mężczyźni | Kobiety |
| --- | --- |
| - 1957: 10. Zbigniew Lewandowski - 1964: 5. Edward Czernik - 1975: 6. Jacek Wszoła - 1976: 2. Jacek Wszoła - 1977: 5. Jacek Wszoła - 1978: 9. Jacek Wszoła - 1979: 5. Jacek Wszoła - 1980: 2. Jacek Wszoła - 1981: 9. Janusz Trzepizur - 1982: 2. Janusz Trzepizur - 1982: 9. Jacek Wszoła - 1984: 7. Jacek Wszoła - 1985: 6. Jacek Wszoła - 1991: 8. Artur Partyka - 1992: 6. Artur Partyka - 1993: 5. Artur Partyka - 1994: 8. Artur Partyka - 1995: 5. Artur Partyka - 1996: 2. Artur Partyka - 1997: 5. Artur Partyka - 1998: 4. Artur Partyka - 2003: 10. Grzegorz Sposób - 2009: 10. Sylwester Bednarek | - 1960: 4. Jarosława Jóźwiakowska - 1964: 9. Jarosława Jóźwiakowska-Bieda - 1966: 6. Jarosława Bieda - 1978: 8. Urszula Kielan - 1979: 8. Urszula Kielan - 1980: 2. Urszula Kielan - 1984: 8. Danuta Bułkowska - 1985: 9. Danuta Bułkowska - 1986: 8. Danuta Bułkowska - 1991: 9. Beata Hołub - 2013: 8. Kamila Lićwinko - 2013: 9. Justyna Kasprzycka - 2014: 5. Justyna Kasprzycka - 2014: 7. Kamila Lićwinko - 2015: 4. Kamila Lićwinko - 2016: 4. Kamila Lićwinko |